# Ouro Verde de Minas
Ouro Verde de Minas es un municipio brasileño del estado de Minas Gerais.